# Jetta VS5
Jetta VS5 — компактный кроссовер, выпускаемый компаниями First Automotive Works и Volkswagen с 2019 года.

## Описание
Автомобиль Jetta VS5 впервые был представлен в 2019 году в Шанхае. Название автомобиль получил в честь седана Volkswagen Jetta в китайской иерархии Volkswagen. Платформа аналогична SEAT Ateca, Volkswagen Tharu и Škoda Karoq. Эксплуатация автомобиля началась в Чэнду.
Автомобиль Jetta VS5 продаётся не только в Китае, в Россию автомобиль поставляется по параллельному импорту. Автомобиль оснащается двигателем внутреннего сгорания EA211.

## Продажи
| Год  | Китай |
| ---- | ----- |
| 2019 | 36705 |
| 2020 | 81077 |
| 2021 | 82809 |